# Từ nghèo khó đến giàu có
Từ nghèo khó đến giàu có đề cập đến bất kỳ tình huống nào mà một người vươn lên từ nghèo đói đến giàu có, và trong một số trường hợp từ sự mơ hồ tuyệt đối đến đỉnh cao của danh tiếng, tài sản và người nổi tiếng ngay lập tức. Đây là một nguyên mẫu phổ biến trong văn học và văn hóa đại chúng (ví dụ, các tác phẩm của Horatio Alger, Jr. và gần đây là J. Rowling).

## Ví dụ hư cấu trước thế kỷ 20
- Những câu chuyện cổ tích, như Cinderella và Aladdin.
- Cuốn tiểu thuyết của Dickens Oliver Twist, có nhân vật chính trưởng thành từ một nhà lao đến lao động trẻ em đến một nhóm móc túi, sau đó được một gia đình giàu có nhận nuôi.
- Câu chuyện về Arthur của Sir Gareth, người trỗi dậy từ một cậu bé nhà bếp thấp bé thành một Hiệp sĩ nổi tiếng của Bàn Tròn.

## Ví dụ lịch sử
- Boris Yeltsin, từ một người nông dân trở thành tổng thống khai quốc của Liên bang Nga.
- Thành Cát Tư Hãn, người vô gia cư chỉ có mẹ và anh chị em của mình, đã tiếp tục tạo ra một đế chế đất đai lớn nhất trong lịch sử (tuy nhiên, Genghis là con trai của một thủ lĩnh Mông Cổ).
- Hoàng đế Basil I, sinh ra là một người nông dân giản dị trong chủ đề của Macedonia, ông đã vươn lên trong triều đình và mặc dù có nguồn gốc khiêm tốn, ông đã thể hiện khả năng tuyệt vời trong việc điều hành các vấn đề của nhà nước. Về cái chết của Michael III, Basil, với tư cách là một hoàng đế đã được hoan nghênh, đã tự động trở thành hoàng đế cầm quyền.
- Giovanni di Bicci de' Medici, sinh ra trong nghèo khó, đã thành lập ngân hàng Medici; Medici là một gia đình chung.
- Giáo hoàng Leo III có nguồn gốc bình dân và đạt được vị trí cao bất chấp sự phản đối dữ dội từ giới quý tộc, những người coi giáo hoàng là bảo bối của họ.
- George Thomas (người lính), sinh ra trong một gia đình nông dân nghèo ở Ailen, trở thành lính đánh thuê ở Ấn Độ cuối cùng vươn lên trở thành một Raja giàu có.
- Giáo hoàng Gregory VII sinh ra là một thường dân Hildebrand, có lẽ là con trai của một thợ rèn. Danh tiếng xấu của anh một phần là do sự kinh hoàng ở khả năng di chuyển xã hội cao của anh.
- Chandragupta Maurya của Ấn Độ, người từ một khởi đầu khiêm tốn đã thành lập Đế chế Maurya.
- Mahmud của Ghazni, con trai của một nô lệ Thổ Nhĩ Kỳ, người đã thành lập Đế chế Ghaznavid.
- Baibars, một nô lệ đã vươn lên trở thành Quốc vương Mamluk của Ai Cập thông qua năng lực quân sự của mình.
- Hán Cao Tổ và Minh Thái Tổ của Trung Quốc: cả hai đều sinh ra trong các gia đình nông dân, nhưng cuối cùng đã thành lập hai triều đại đế quốc lừng lẫy nhất của quốc gia.
- Hoàng hậu Vệ Tử Phu nhà Hán, hay Wei Zifu, sinh ra trong một gia đình nông dân và cuối cùng trở thành vợ hai và hoàng hậu của Hán Vũ Đế
- Hán Tuyên Đế sinh ra như một thường dân bất chấp dòng máu hoàng gia, sau đó vươn lên trở thành một người cai trị có khả năng.
- Hán Quang Vũ Đế sống cuộc sống như một người nông dân tại một thời điểm trong cuộc đời của mình mặc dù là một người có họ xa với hoàng gia. Cuối cùng ông đã khôi phục lại nhà Hán.
- Hoàng đế Diocletianus, sinh ra như một nô lệ tự do có địa vị xã hội thấp ở Dalmatia, ông đã vươn lên qua hàng ngũ của quân đội La Mã để trở thành một chỉ huy kỵ binh. Sau cái chết của hoàng đế Carus, Diocletian đã đánh bại con trai của cựu hoàng đế Carinus trong trận chiến và tự xưng là hoàng đế La Mã. Triều đại của ông sẽ được đánh dấu bằng sự củng cố quyền lực xung quanh mình và tác động của nó đối với lịch sử của Đế chế La Mã quá cố. Cuối cùng anh ta sẽ từ bỏ bài viết của mình trong cuộc sống sau này để trở thành một nông dân.
- Hoàng đế Justin I, Justinian Đại đế và Theodora xuất thân từ những gia đình nông dân. Justin và Justinian sau đó trở thành Hoàng đế của Đế chế Đông La Mã. Theodora là một kỹ nữ và nữ diễn viên. Sau này trở thành Hoàng hậu.
- Hurrem Sultan, còn được gọi là Roxelana, là người phối ngẫu chính và là vợ hợp pháp của Quốc vương Ottoman Suleiman the Magnificent. Bà trở thành một trong những người phụ nữ quyền lực và có ảnh hưởng nhất trong lịch sử Ottoman và là một nhân vật nổi bật và gây tranh cãi trong thời kỳ được gọi là Vương quốc phụ nữ.
- Nader Shah, người sáng lập vương triều Afsharid, là con trai mồ côi của một người chăn dê, người đã thành lập đế chế hùng mạnh nhất trong lịch sử Ba Tư hiện đại.
- Toyotomi Hideyoshi, một ví dụ nổi tiếng trong thời trung cổ, đã giúp thống nhất Nhật Bản tiền hiện đại.
- Ngụy Trung Hiền của nhà Minh Trung Quốc, một con bạc đã tự thiến mình và vào Hoàng cung nơi ông có được quyền lực to lớn dưới triều đại của Minh Hy Tông. Cuối cùng, ông đã tự sát sau khi bị Minh Tư Tông hạ bệ.
- Giáo hoàng Sixtus IV, Giáo hoàng từ ngày 9 tháng 8 năm 1471 đến khi qua đời năm 1484, người sáng lập gia đình Della Rovere
- Leonora Dori, một cận thần người Pháp gốc Ý và là người yêu thích có ảnh hưởng của nhiếp chính vương Pháp Maria de 'Medici, mẹ của vua Louis XIII của Pháp.
- Karin Månsdotter, con gái của một người lính và quản ngục tên là Måns, trở thành Nữ hoàng Thụy Điển khi kết hôn với vua Eric XIV của Thụy Điển.
- Madame de Maintenon, vợ thứ hai của vua Louis XIV của Pháp và là người sáng lập Maison royale de Saint-Louis, một ngôi trường dành cho những cô gái đến từ những gia đình quý tộc nghèo khó
- Yekaterine I của Nga, sinh ra trong một gia đình nông dân, kết hôn với Pyotr Đại đế và trở thành Nữ hoàng Nga sau khi ông qua đời.
- Alexander Danilovich Menshikov
- Ernst Johann von Biron
- Alexei Razumovsky
- Nell Gwyn
- Abigail Masham
- Dorothea Jordan
- Madame du Barry
- Napoléon Bonaparte
- Pierre Augereau
- Catherine Hübscher
- Joachim Murat
- Karađorđe
- Miloš Obrenović I của Serbia
- Halil Rifat Pasha
- Jean-Jacques Dessalines
- Henri Barshe
- Faustin Soulouque
- Piast the Wheelwright
- Pemysl người cày thuê
- Christopher Columbus
- Baldomero Espartero
- Agustín Fernando Muñoz
- Rachel Félix
- La Païva
- Marie Charlotte Blanc
- Marie-Anne Detourbay
- Draga Mašin
- Henriette Poincaré
- Anita Delgado
- Wallis Simpson
- Begum Om Habibeh Aga Khan
- Magda Lupescu
- Kristin Rivelsrud